# Ante Nadomir Tadić Šutra
Ante Nadomir Tadić Šutra (Ovrlja, Otok kod Sinja, 1963.) je hrvatski književnik i skladatelj, rodom iz Otoka. Od 5. kolovoza 1995. živi i djeluje u hrvatskom kraljevskom gradu Kninu. Piše pjesme i prozu. Umirovljeni je časnik Hrvatske vojske. Profesor je komunikoloških predmeta. Izabran je u nastavno zvanje predavača u području društvenih znanosti, polje informacijske i komunikacijske znanosti, grana komunikologije.

## Životopis
Rođen je u Otoku na Cetini 16. kolovoza 1963. Diplomirao je na Sveučilištu u Zadru na Odjelu za informatologiju i komunikologiju, a potom je, na istom Sveučilištu završio dodatno pedagoško-psihološko, didaktičko i metodičko obrazovanje, te je osposobljen za obavljanje poslova nastavničkoga predavanja iz skupine komunikoloških predmeta. 
Godine 1979. napisao je prvu objavljenu pjesmu Nikolini za rođendan.
Poeziju i prozu objavljivao je u dnevnom tisku, tjednom tisku i periodici. Nastupao je na mnogim radijskim i televizijskim postajama. Stalni je sudionik hrvatske pjesničke manifestacije Kijevski književni susreti. Objavio je deset samostalnih knjiga poezije te deset skupnih.
Za svoj znanstveni i kulturni rad dobio je nagrade: Grada Knina, Općine Kijevo, Općine Otok Dalmatinski, Grb Županije Šibensko-kninske te Zlatno pero Veleučilišta „Marko Marulić“ u Kninu.
Godine 2008. napisao je mjuzikl Kralj Zvonimir kazališta Knin koji je inicirala i scenografiju napravila Nada Hržić, Tadić Šutra potpisuje tekst, scenarij i režiju te je igrao glavnu ulogu (kralja Zvonimira), a glazbu je skladao Davor Jašek. Premijera je bila 4. listopada 2008. u Kninu. 
Predsjednik je Kulturnoga vijeća grada Knina.
Član je Društva hrvatskih književnika Herceg-Bosne, Hrvatskog društva skladatelja i Hrvatskog književnog društva svetog Jeronima.

## Djela
Objavio je deset samostalnih knjiga pjesama:
- Antonija sanja avione, Split, 1992. (preveli na njemački jezik Vjera Siebelt, Johana Feest, Dragutin Šantek, Kurt Seinitz)
- Mogao bih te noćas voljeti, Split, 1993.
- Ne daj se Cetino, Trilj, 1994.
- Zazvonite zvona sa svih zvonika, Knin, 1997.
- Molitva na kamenome pragu, Knin, 1999.
- Rađaj, Jelena, Zagreb, 2004. (drugo izdanje, 2006.)
- Hrvatica, Knin, 2007.
- Ratnik i pjesnik (uz knjigu, snimio i CD s vlastitim krasnoslovima), Knin, 2009.
- Lipa moja vilo, Knin, 2012.
- Luč Hrvata, (uz knjigu, snimio i CD s vlastitim krasnoslovima te uglazbljene uspješnice: Ne daj se Cetino, Stina pradidova...), Knin, 2014.
- Stožina, Split, 2019

Jedna od uglazbljenih pjesama nalazi se na glazbenom albumu hrvatskih domoljubnih pjesama Jedina domovina 2 iz 1998. Pjesme mu se nalaze u osnovnoškolskim čitankama hrvatskoga jezika.
Zastupljen je u antologijama: 
- Krik ranjene duše, koju je priredio fra Mario Jurišić
- Antolgija pjesama 21. stoljeća hrvatskog urbanog pjesništva, koju je priredio Milenko Ćorić-Mika
- Dunav u hrvatskom pjesništvu od srednjovjekovlja do danas, koju su priredili Dubravko Horvatić i Stjepan Sučić
- Hrvatska se srcem brani, antologija hrvatske domoljubne poezije, koju je priredio Mladen Pavković
- Kninski pisci svome gradu
- More vedrine, priredili: Drago Maršić i Mladen Vuković
- Naša velečasna maslina, priredio Mladen Vuković
- Vedri Vidra: pjesme za 500. obljetnicu rođenja Marina Držića Vidre (1508. – 1567.), priredio Mladen Vuković
- Ante Bruno Bušić – bard i mučenik hrvatskog državotvorja
- Ponosna Hrvatska
- Epistole, autora Roka Dobre

Napisao je desetak stručno-znanstvenih radova, od kojih se ističu:
- Turistička valorizacija kulturne baštine Pet crikvah na Kosovu (Zadar, 2005.)
- Knin – deset godina kulture (Knin, 2005.)
- Tin poslije Tina (Kijevo, 2006.)
- Kratka povijest Knina od 1813. do 1995. (Knin, 2007.)
- Knin – ključ Hrvatske i vrata Dalmacije (monografija; Knin, 2007.)
- Gotovčev boravak u Kninu (Kijevo, 2007.)
- Percepcija Kaštelanove zavičajne i ljubavne poezije (Kijevo, 2008.)
- Ironija i ćud ljudi i krajobraza u Raosovoj noveli Gospodine, dobro nam je ovdje (Kijevo, 2009.).

## Vanjske poveznice
- Udruga Gavran[neaktivna poveznica] Predstavljanje soneta - Ante Nadomir Tadić Šutra LIPA MOJA VILO